# اگیواس نیکولاس لفکاس
اگیواس نیکولاس لفکاس (به لاتین: Agios Nikolaos Lefkas) یک منطقهٔ مسکونی در قبرس است که در ناحیه نیکوزیا واقع شده‌است.

## خصوصیات
اگیواس نیکولاس لفکاس ۰ نفر جمعیت دارد.